# Кубок Мітропи 1931
П'ятий кубок Мітропи проводився з 27 червня по 12 листопада 1931 року. У змаганні брали участь вісім команд із чотирьох країн: Австрії, Італії, Угорщини і Чехословаччини. Переможцем став віденський «Ферст Вієнна». Для команди це був перший фінал. Також уперше у фіналі зійшлися два представники однієї країни — австрійські «Ферст Вієнна» і «Вінер» АК. Найкращим бомбардиром турніру став гравець «Вінеру» Гайнріх Гілтль — сім забитих м'ячів.

## Чвертьфінал
Щоб виявити сильнішого в парі «Ювентус» (Турин) — «Спарта» (Прага), довелося проводити додатковий матч на нейтральному полі у Відні.
| Дата       | Господарі                        | Рахунок | Гості                            |
| ---------- | -------------------------------- | ------- | -------------------------------- |
| 27.06.1931 | «Ферст» (Відень, Австрія)        | 3:0     | «Бочкаї» (Дебрецен, Угорщина)    |
| 05.07.1931 | «Бочкаї» (Дебрецен)              | 0:4     | «Ферст» (Відень)                 |
| 07.07.1931 | «Славія» (Прага, Чехословаччина) | 1:1     | «Рома» (Рим, Італія)             |
| 12.07.1931 | «Рома» (Рим)                     | 2:3     | «Славія» (Прага)                 |
| 12.07.1931 | «Ювентус» (Турин, Італія)        | 2:1     | «Спарта» (Прага, Чехословаччина) |
| 22.07.1931 | «Спарта» (Прага)                 | 1:0     | «Ювентус» (Турин)                |
| 02.09.1931 | «Спарта» (Прага)                 | 3:2     | «Ювентус» (Турин)                |
| 12.08.1931 | «Хунгарія» (Будапешт, Угорщина)  | 1:5     | «Вінер» АК (Відень, Австрія)     |
| 19.08.1930 | «Вінер» АК (Відень)              | 1:3     | «Хунгарія» (Будапешт)            |

### Перші матчі
| 1/4 фіналу 27 червня 1931 | Ферст Вієнна                | 3:0        | Бочкаї (Дебрецен) | Відень                                                  |  |
| 18:20 CET | Гшвайдль 8' 40' Гофманн 64' | (протокол) |                   | Стадіон: Гоге Варте Глядачі: 8000 Суддя: Августин Кріст |  |
| «Вієнна»: Карл Горешовський, Карл Райнер, Йозеф Блум (к), Отто Каллер, Леопольд Гофманн, Леонард Маху, Леопольд Марат, Йозеф Адельбрехт, Фрідріх Гшвайдль, Густав Тегель, Франц Ердль, тренер: Фердинанд Фрітум «Бочкаї»: Карой Бангі, Ференц Мольнар, Лайош Мохарош, Іштван Вампетіч, Янош Море, Рудольф Кевицький, Імре Маркош, Янош Д'ярматі, Паль Телекі (к), Аттіла Матеффі, Золтан Опата, тренер: Золтан Опата |                             |            |                   |                                                         |  |

| 1/4 фіналу 7 липня 1931 | Славія (Прага)     | 1:1        | Рома     | Прага                                            |  |
| | Свобода 30' (пен.) | (протокол) | Волк 18' | Стадіон: Летна Глядачі: 30 000 Суддя: Рене Мерсе |  |
| «Славія»: Франтішек Планічка, Ладислав Женишек, Антонін Новак, Антонін Водічка, Адольф Шимперський, Франтішек Черницький, Франтішек Юнек, Штефан Чамбал, Франтішек Свобода (к), Антонін Пуч, Богумил Йоска, тренер: Йозеф Слоуп-Штаплік «Рома»: Гвідо Мазетті, Маріо Де Мікелі, Ренато Бодіні, Аттіліо Ферраріс, Фульвіо Бернардіні (к), Раффаеле Д'Аквіно, Раффаеле Костантіно, Чезаре Фазанеллі, Родольфо Волк, Ніколас Ломбардо, Артуро Лудуенья, тренер: Герберт Берджесс |                    |            |          |                                                  |  |

| 1/4 фіналу 12 липня 1931 | Ювентус                   | 2:1        | Спарта (Прага) | Турин                                                    |  |
| 17:00 CET | Чезаріні 39' Мунераті 88' | (протокол) | Брен 60'       | Стадіон: Кампо Ювентус Глядачі: 15 000 Суддя: Адольф Міс |  |
| «Ювентус»: Еціо Склаві, Вірджиніо Розетта (к), Умберто Калігаріс, Джованні Варльєн, Маріо Варльєн, Луїджі Бертоліні, Федеріко Мунераті, Ренато Чезаріні, Джованні Веккіна, Джованні Феррарі, Раймундо Орсі, тренер: Карло Каркано «Спарта»: Йозеф Немец, Ярослав Бургр, Йозеф Чтиржокий, Ян Кноблох, Карел Пешек (к), Еріх Србек, Карел Подразіл, Отто Гафтль, Раймон Брен, Олдржих Неєдлий, Йозеф Сильний, тренер: Джон Дік - на 80-й хвилині Брен не забив пенальті — відбив воротар Склаві |                           |            |                |                                                          |  |

| 1/4 фіналу 13 серпня 1931 | Хунгарія    | 1:5        | ВАК                                    | Будапешт                                                      |  |
| 17:00 CET | Бараткі 90' | (протокол) | Гілтль 51' 85' Ганке 61' 69' Губер 66' | Стадіон: Хунгарія керут Глядачі: 10 000 Суддя: Августин Кріст |  |
| «Хунгарія»: Йожеф Уйварі, Янош Надь, Дьюла Манді (к), Габор Клебер, Єне Кальмар, Густав Шебеш, Паль Тіткош, Ласло Чех, Йожеф Гадреві, Дьюла Бараткі, Ференц Хірзер, тренер: Імре Шенкей ВАК: Рудольф Гіден, Йоганн Бехер, Карл Сеста, Георг Браун, Властимил Борецький, Отто Яний, Франц Цізар, Гайнріх Мюллер, Гайнріх Гілтль, Вальтер Ганке, Карл Губер (к), тренер: Карл Гаєр |             |            |                                        |                                                               |  |

### Матчі-відповіді
| 1/4 фіналу 5 липня 1931 | Бочкаї (Дебрецен) | 0:4        | Ферст Вієнна                            | Дебрецен                                                 |  |
| 16:00 CET |                   | (протокол) | Тегель 20' Адельбрехт 49' Ердль 64' 86' | Стадіон: Діосегі уті Глядачі: 5000 Суддя: Августин Кріст |  |
| «Бочкаї»: Карой Бангі, Ференц Мольнар, Лайош Могарош, Іштван Вампетіч, Янош Море, Рудольф Кевицький, Імре Маркош, Єне Вінце, Паль Телекі (к), Аттіла Матеффі, Золтан Опата, тренер: Золтан Опата «Вієнна»: Карл Горешовський, Карл Райнер, Йозеф Блум (к), Отто Каллер, Леопольд Гофманн, Леонард Маху, Леопольд Марат, Йозеф Адельбрехт, Фрідріх Гшвайдль, Густав Тегель, Франц Ердль, тренер: Фердинанд Фрітум |                   |            |                                         |                                                          |  |

| 1/4 фіналу 12 липня 1931 | Рома                    | 2:1        | Славія (Прага) | Рим                                                       |  |
| | Костантіно 42' Волк 47' | (протокол) | Бара 15'       | Стадіон: Кампо Тестаччо Глядачі: 14 000 Суддя: Рене Мерсе |  |
| «Рома»: Гвідо Мазетті, Маріо Де Мікелі, Ренато Бодіні, Аттіліо Ферраріс, Фульвіо Бернардіні (к), Раффаеле Д'Аквіно, Раффаеле Костантіно, Чезаре Фазанеллі, Родольфо Волк, Ніколас Ломбардо, Артуро Лудуенья, тренер: Герберт Берджесс «Славія»: Франтішек Планічка, Ладислав Женишек, Антонін Новак, Антонін Водічка, Штефан Чамбал, Франтішек Черницький, Франтішек Юнек, Франтішек Свобода (к), Вацлав Бара, Антонін Пуч, Франтішек Фаїт, тренер: Йозеф Слоуп-Штаплік |                         |            |                |                                                           |  |

| 1/4 фіналу 22 липня 1931 | Спарта (Прага) | 1:0        | Ювентус | Прага                                            |  |
| 18:15 CET | Гафтль 61'     | (протокол) |         | Стадіон: Летна Глядачі: 35 000 Суддя: Адольф Міс |  |
| «Спарта»: Йозеф Немець, Ярослав Бургр, Йозеф Чтиржокий, Ян Кноблох, Карел Пешек (к), Еріх Србек, Карел Подразіл, Отто Гафтль, Раймон Брен, Йозеф Сильний, Карел Соколарж, тренер: Джон Дік «Ювентус»: Еціо Склаві, Вірджиніо Розетта (к), Умберто Калігаріс, Джованні Варльєн, Маріо Варльєн, Луїджі Бертоліні, Федеріко Мунераті, Ренато Чезаріні, Джованні Веккіна, Джованні Феррарі, Раймундо Орсі, тренер: Карло Каркано |                |            |         |                                                  |  |

| 1/4 фіналу 19 серпня 1931 | ВАК       | 1:3        | Хунгарія                     | Відень                                                  |  |
| 17:00 CET | Ганке 81' | (протокол) | Чех 2' Кальмар 4' Тіткош 47' | Стадіон: ВАК-Плац Глядачі: 15 000 Суддя: Августин Кріст |  |
| ВАК: Рудольф Гіден, Йоганн Бехер, Карл Сеста, Георг Браун, Властимил Борецький, Отто Яний, Франц Цізар, Гайнріх Мюллер, Гайнріх Гілтль, Вальтер Ганке, Карл Губер (к), тренер Карл Гаєр «Хунгарія»: Йожеф Уйварі, Дьюла Манді (к), Ференц Кочиш, Лайош Вебер, Габор Клебер, Густав Шебеш, Паль Тіткош, Дьюла Бараткі, Єне Кальмар, Ласло Чех, Ференц Хірзер, тренер: Імре Шенкей |           |            |                              |                                                         |  |

### Перегравання
| 1/4 фіналу 2 вересня 1931 | Спарта (Прага)                                   | 3:2        | Ювентус                                                    | Відень                                            |  |
| 16:30 CET | Подразіл 25' Неєдлий 58' Сильний 70' Кноблох 87' | (протокол) | Орсі 20' Мальйо 37' Калігаріс 83' Чезаріні 87' Феррарі 89' | Стадіон: ВАК-Плац Глядачі: 8000 Суддя: Пауль Руоф |  |
| «Спарта»: Йозеф Немец, Ярослав Бургр, Йозеф Чтиржокий, Ян Кноблох, Карел Пешек (к), Еріх Србек, Карел Подразіл, Отто Гафтль, Раймон Брен, Олдржих Неєдлий, Йозеф Сильний, тренер: Джон Дік «Ювентус»: Еціо Склаві, Вірджиніо Розетта (к), Умберто Калігаріс, Луїджі Бертоліні, Луїс Монті, Маріо Варльєн, Джованні Веккіна, Ренато Чезаріні, Хуан Мальйо, Джованні Феррарі, Раймундо Орсі, тренер: Карло Каркано |                                                  |            |                                                            |                                                   |  |

## Півфінал
Щоб виявити сильнішого у парі «Вінер» АК (Відень) — «Спарта» (Прага) довелося проводити додатковий матч, що відбувся у Празі.
| Дата       | Господарі           | Рахунок | Гості               |
| ---------- | ------------------- | ------- | ------------------- |
| 10.09.1931 | «Вінер» АК (Відень) | 2:3     | «Спарта» (Прага)    |
| 17.09.1931 | «Спарта» (Прага)    | 3:4     | «Вінер» АК (Відень) |
| 07.10.1931 | «Спарта» (Прага)    | 0:2     | «Вінер» АК (Відень) |
| 20.09.1931 | «Рома» (Рим)        | 2:3     | «Ферст» (Відень)    |
| 24.09.1931 | «Ферст» (Відень)    | 3:1     | «Рома» (Рим)        |

### Перші матчі
| 1/2 фіналу 10 вересня 1931 | ВАК                         | 2:3        | Спарта (Прага)             | Відень                                                 |  |
| 16:50 CET | Гілтль 45' Кубеш 74' (пен.) | (протокол) | Гафтль 20' Неєдлий 70' 85' | Стадіон: ВАК-Плац Глядачі: 12 000 Суддя: Джон Лангенус |  |
| ВАК: Рудольф Гіден, Йоганн Бехер, Карл Сеста, Георг Браун, Ернст Левінгер, Рудольф Кубеш, Франц Цізар, Гайнріх Мюллер, Гайнріх Гілтль, Вальтер Ганке, Карл Губер (к), тренер: Карл Гаєр «Спарта»: Йозеф Немець, Ярослав Бургр, Йозеф Чтиржокий, Ян Кноблох, Карел Пешек (к), Еріх Србек, Карел Подразіл, Отто Гафтль, Раймон Брен, Олдржих Неєдлий, Йозеф Сильний, тренер: Джон Дік |                             |            |                            |                                                        |  |

| 1/2 фіналу 20 вересня 1931 | Рома                      | 2:3        | Ферст Вієнна                    | Рим                                                       |  |
| | Лудуенья 3' Фазанеллі 55' | (протокол) | Марат 34' Блум 36' Гшвайдль 51' | Стадіон: Кампо Тестаччо Глядачі: 13 000 Суддя: Рене Мерсе |  |
| «Рома»: Гвідо Мазетті, Маріо Де Мікелі, Ренато Бодіні, Аттіліо Ферраріс, Фульвіо Бернардіні (к), Раффаеле Д'Аквіно, Раффаеле Костантіно, Чезаре Фазанеллі, Родольфо Волк, Ніколас Ломбардо, Артуро Лудуенья, тренер Герберт Берджесс «Вієнна»: Карл Горешовський, Карл Райнер, Йозеф Блум (к), Отто Каллер, Леопольд Гофманн, Віллібальд Шмаус, Антон Брозенбауер, Йозеф Адельбрехт, Фрідріх Гшвайдль, Густав Тегель, Леопольд Марат, тренер Фердинанд Фрітум |                           |            |                                 |                                                           |  |

### Матчі-відповіді
| 1/2 фіналу 17 вересня 1931 | Спарта (Прага)                     | 3:4        | ВАК                          | Прага                                               |  |
| 16:15 CET | Неєдлий 59' Гафтль 61' Сильний 65' | (протокол) | Сеста 29' Гілтль 50' 54' 87' | Стадіон: Летна Глядачі: 26 000 Суддя: Джон Лангенус |  |
| «Спарта»: Йозеф Немець, Ярослав Бургр, Йозеф Чтиржокий, Ян Кноблох, Карел Пешек (к), Еріх Србек, Карел Подразіл, Отто Гафтль, Раймон Брен, Олдржих Неєдлий, Йозеф Сильний, тренер: Джон Дік ВАК: Рудольф Гіден, Йоганн Бехер, Карл Сеста, Георг Браун, Ернст Левінгер, Рудольф Кубеш, Франц Цізар, Гайнріх Мюллер, Гайнріх Гілтль, Вальтер Ганке, Карл Губер (к), тренер: Карл Гаєр |                                    |            |                              |                                                     |  |

| 1/2 фіналу 24 вересня 1931 | Ферст Вієнна                                | 3:1        | Рома                 | Відень                                                |  |
| 16:20 CET | Брозенбауер 4' Марат 9' 29' Блум 25' (пен.) | (протокол) | Д'Аквіно 4' Волк 60' | Стадіон: Гоге Варте Глядачі: 20 000 Суддя: Рене Мерсе |  |
| «Вієнна»: Карл Горешовський, Карл Райнер, Йозеф Блум (к), Отто Каллер, Леопольд Гофманн, Віллібальд Шмаус, Антон Брозенбауер, Йозеф Адельбрехт, Фрідріх Гшвайдль, Густав Тегель, Леопольд Марат, тренер Фердінанд Фрітум «Рома»: Гвідо Мазетті, Маріо Де Мікелі, Ренато Бодіні, Аттіліо Ферраріс, Фульвіо Бернардіні (к), Раффаеле Д'Аквіно, Раффаеле Костантіно, Чезаре Фазанеллі, Родольфо Волк, Ніколас Ломбардо, Артуро Лудуенья, тренер Герберт Берджесс - на 10-й хвилині Гвідо Мазетті парирував пенальті після удару Йозефа Блума |                                             |            |                      |                                                       |  |

### Перегравання
| 1/2 фіналу 7 жовтня 1931 | Спарта (Прага) | 0:2        | ВАК                  | Прага                                                 |  |
| 15:15 CET |                | (протокол) | Цізар 38' Гілтль 50' | Стадіон: Летна Глядачі: 25 000 Суддя: Альбіно Карраро |  |
| «Спарта»: Йозеф Немець, Ярослав Бургр, Йозеф Чтиржокий, Ян Кноблох, Карел Пешек (к), Еріх Србек, Карел Подразіл, Отто Гафтль, Раймон Брен, Йозеф Сильний, Олдржих Неєдлий, тренер: Джон Дік ВАК: Рудольф Гіден, Йоганн Бехер, Карл Сеста, Георг Браун, Ернст Левінгер, Рудольф Кубеш, Франц Цізар, Гайнріх Мюллер, Гайнріх Гілтль, Вальтер Ганке, Карл Губер (к), тренер: Карл Гаєр |                |            |                      |                                                       |  |

## Перший фінальний матч
| 8 листопада 1931 |

| «Ферст Вієнна» (Австрія)                 | 3 — 2 | «Вінер» АК (Відень) |
| ---------------------------------------- | ----- | ------------------- |
| 30' Тегель 63' Адельбрехт 87' (аг) Бехер | звіт  | 2' Ганке 22' Мюллер |

| «Гардтурм», Цюрих Глядачів: 20,000 Арбітр: Франческо Маттеа (Італія) |

| «Ферст Вієнна»   |                   |
|                  |                   |
| ВР               | Карл Горешовський |
| ЗХ               | Карл Райнер       |
| ЗХ               | Йозеф Блум        |
| ПЗ               | Віллібальд Шмаус  |
| ПЗ               | Леопольд Гофманн  |
| ПЗ               | Леонард Маху      |
| НП               | Антон Брозенбауер |
| НП               | Йозеф Адельбрехт  |
| НП               | Фрідріх Гшвайдль  |
| НП               | Густав Тегель     |
| НП               | Франц Ердль       |
| Тренер:          |                   |
| Фердинанд Фрітум |                   |

| «Вінер АК» |                |
|            |                |
| ВР         | Рудольф Гіден  |
| ЗХ         | Йоганн Бехер   |
| ЗХ         | Карл Сеста     |
| ПЗ         | Георг Браун    |
| ПЗ         | Ернст Левінгер |
| ПЗ         | Рудольф Кубеш  |
| НП         | Франц Цізар    |
| НП         | Гайнріх Мюллер |
| НП         | Гайнріх Гілтль |
| НП         | Вальтер Ганке  |
| НП         | Карл Губер     |
| Тренер:    |                |
| Карл Гаєр  |                |

## Другий фінальний матч
| 12 листопада 1931 |

| «Вінер» АК (Відень) | 1 — 2 | «Ферст Вієнна» (Австрія) |
| ------------------- | ----- | ------------------------ |
| 65' Ганке           | звіт  | 6', 41' Ердль            |

| «Гоге Варте» Відень Глядачів: 25,000 Арбітр: Ріналдо Барлассіна (Італія) |

| «Вінер АК» |                     |
|            |                     |
| ВР         | Рудольф Гіден       |
| ЗХ         | Йоганн Бехер        |
| ЗХ         | Карл Сеста          |
| ПЗ         | Георг Браун         |
| ПЗ         | Ернст Левінгер      |
| ПЗ         | Рудольф Кубеш       |
| НП         | Вільгельм Морокутті |
| НП         | Гайнріх Мюллер      |
| НП         | Гайнріх Гілтль      |
| НП         | Вальтер Ганке       |
| НП         | Карл Губер          |
| Тренер:    |                     |
| Карл Гаєр  |                     |

| «Ферст Вієнна»   |                   |
|                  |                   |
| ВР               | Карл Горешовський |
| ЗХ               | Карл Райнер       |
| ЗХ               | Йозеф Блум        |
| ПЗ               | Віллібальд Шмаус  |
| ПЗ               | Леопольд Гофманн  |
| ПЗ               | Леонард Маху      |
| НП               | Антон Брозенбауер |
| НП               | Йозеф Адельбрехт  |
| НП               | Фрідріх Гшвайдль  |
| НП               | Густав Тегель     |
| НП               | Франц Ердль       |
| Тренер:          |                   |
| Фердинанд Фрітум |                   |

## Склад переможця
| Воротар: Карл Горешовський (6). Захисники: Карл Райнер (6), Йозеф Блум (6.2). Півзахисники: Леопольд Гофманн (6.1), Віллібальд Шмаус (4), Леонард Маху (4), Отто Каллер (4). Нападники: Йозеф Адельбрехт (6.2), Фрідріх Гшвайдль (6.3), Густав Тегель (6.2), Антон Брозенбауер (4), Франц Ердль (4.4), Леопольд Марат (4.3). Тренер: Фердинанд Фрітум. |

## Найкращі бомбардири
| Місце | Гравець          | Матчі | Голи | Команда             |
| ----- | ---------------- | ----- | ---- | ------------------- |
| 1     | Гайнріх Гілтль   | 7     | 7    | «Вінер» АК (Відень) |
| 2     | Вальтер Ганке    | 7     | 5    | «Вінер» АК (Відень) |
| 3     | Франц Ердль      | 4     | 4    | «Вієнна»            |
| 3     | Олдржих Неєдлий  | 4     | 4    | «Спарта» (Прага)    |
| 5     | Леопольд Марат   | 4     | 3    | «Вієнна»            |
| 5     | Родольфо Волк    | 4     | 3    | «Рома» (Рим)        |
| 5     | Фрідріх Гшвайдль | 3     | 3    | «Вієнна»            |
| 5     | Отто Гафтль      | 5     | 3    | «Спарта» (Прага)    |